# Ciferriella domingensis
Ciferriella domingensis är en svampart som beskrevs av Petr. & Cif. 1930. Ciferriella domingensis ingår i släktet Ciferriella, divisionen sporsäcksvampar och riket svampar.   Inga underarter finns listade i Catalogue of Life.